# Monarquía del Norte

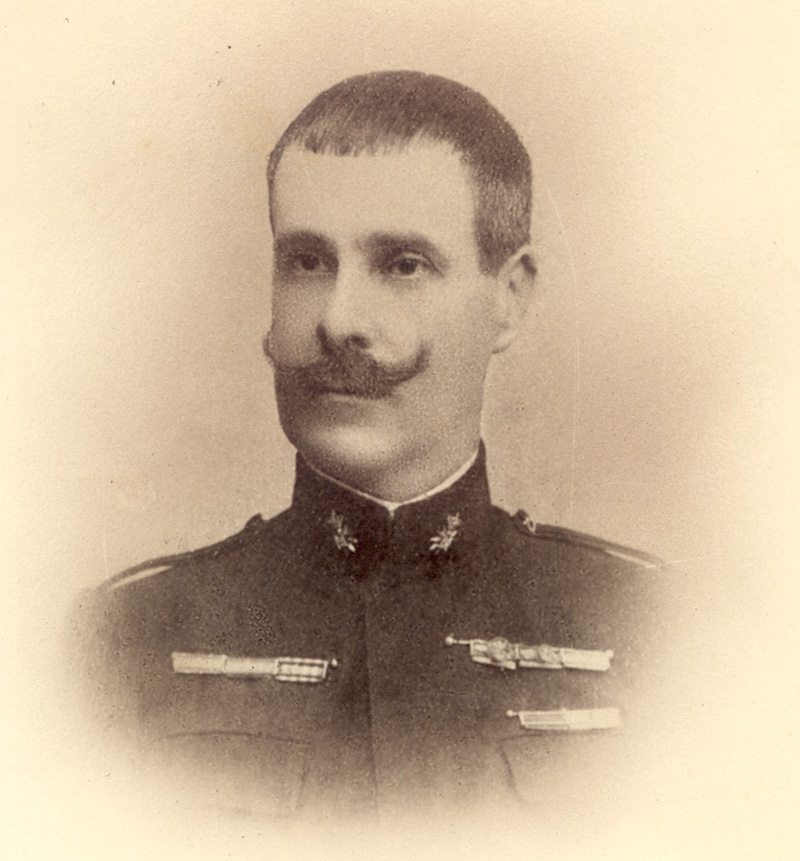
Paiva Couceiro, el líder del movimiento de la Monarquía del Norte

La Monarquía del Norte (en portugués Monarquia do Norte) fue una contrarrevolución que tuvo lugar en la ciudad de Oporto el 19 de enero de 1919 por las juntas militares favorables a la restauración de la monarquía en Portugal en plena Primera República portuguesa. Este breve periodo, que solo duró 25 días (del 19 de enero al 13 de febrero) fue, en términos generales, la última manifestación profunda de una revuelta monárquica con la utilización de la fuerza tras la implantación de la República en Portugal en 1910.
A partir de este efímero acontecimiento, que restauró la monarquía en la ciudad de Oporto y por casi todo el norte del país, el espíritu realista pareció quedar adormecido, quedando restringido a pequeños grupos.

## Antecedentes
Dados los cambios ideológicos, políticos y sociales que dieron lugar a la revolución del 5 de octubre de 1910, Manuel II de Portugal y la familia real deciden emigrar a países que todavía mantenían un régimen monárquico, a saber Reino Unido. Otros monarquistas se quedaron en Portugal. Entre ellos, muchos se unieron al nuevo régimen. Henrique Mitchell de Paiva Couceiro presentó el 18 de marzo de 1911 una petición para que hubiese un referéndum, en el cual el pueblo pudiese elegir entre el régimen monárquico o republicano. Después del rechazo de su petición se exilió en Galicia, y desde allí planeó "incursiones monárquicas" en Portugal.
Cuando comenzó a poner en práctica su ideología, incluso el exrey de Portugal, Manuel II, declaró su desagrado y se opuso a las posiciones monarquistas de Paiva Couceiro, una vez que ellas no tenían el apoyo pacífico del pueblo portugués.

## Insurgencia militar
En 17 de enero de 1919, los movimientos militares favorables a la monarquía empezaron en Santarém. En 19 de enero, ocuparon todo el Norte del país, incluso Oporto, Braga, Viana do Castelo, Peso da Régua, Lamego, Arouca, Ovar, Estarreja y Viseu, a excepción de Chaves que se mantuvo fiel a las fuerzas republicanas. Así, cuando hubo un intento de restauración de la monarquía en 19 de enero de 1919 en todo el norte y centro del país, luego se siguió un intento fracasado en 22 de enero de restablecer también la monarquía en Lisboa.
Dividida entre varias facciones opuestas, la causa monárquica, entre 1919 y 1922, no sólo tenía que elegir entre dos formas de gobierno monárquico distintos (de acuerdo sobre la monarquía absolutista del rey Miguel I o de acuerdo con la monarquía constitucional de Pedro IV), sino también tuvo que hacer frente a una forma completamente diferente de gobernar la sociedad civil, la República. Sin embargo, en 1922, los monárquicos divididos entre las opciones parlamentarias de Manuel II y los integralistas se quedaron divididos sobre la restauración de la monarquía. entre los que querían hacerlo a través de la vía parlamentaria, y los que la querían restaurar a través de la vía militar. En la secuencia de esta división, los partidarios de la monarquía no fueron capaces de derribar la república en los años siguientes a la creación de su movimiento monarquista. Estos enfrentamientos fueron decisivos para el derrocamiento del régimen presidencialista de Sidónio Pais y para las aspiraciones de los movimientos monarquistas, partidarios de Manuel II de Portugal.
Los monárquicos, al final de la Primera Guerra Mundial, recibieron indicaciones del ex rey Manuel II para respaldar al gobierno de Sidónio Pais, con la esperanza de que se estableciera un gobierno militar y una continuación de la ideología favorable a las causas monárquicas. Sin embargo, los monárquicos más radicales, particularmente desde España, continuaron favoreciendo el derrocamiento de cualquier gobierno republicano en Portugal, incluso los de la Nueva República del propio Sidónio Pais.